# Gora Veternička
 Gora Veternička  falu Horvátországban Krapina-Zagorje megyében. Közigazgatásilag Novi Golubovechez tartozik.

## Fekvése
Krapinátóltól 10 km-re keletre, községközpontjától 1 km-re délkeletre a Horvát Zagorje területén fekszik.

## Története
A falu területe a középkorban a lepoglavai pálosokhoz, később a csázmai káptalanhoz tartozott. A veternicai birtokot 1515-ben Corvin János özvegye Frangepán Beatrix adományozta a pálosoknak. 1808-ban I. Ferenc császár a csázmai káptalannak adta, akik egészen 1946-ig birtokolták.
A falunak 1857-ben 217, 1910-ben 488 lakosa volt. Trianonig Varasd vármegye Zlatari járásához tartozott. 2001-ben 283 lakosa volt.

## Külső hivatkozások
- Novi Golubovec község hivatalos oldala